# 1986 (album)
1986 – album zespołu One Last Wish wydany w 1999 roku przez wytwórnię Dischord Records. Materiał nagrano w między 6 a 8 listopada 1986 w studiu "Inner Ear" (Arlington).

## Lista utworów
1. "Hide" (B. Canty, E. Janney, G. Picciotto, M. Hampton) – 2:12
2. "Burning in the Undertow" (B. Canty, E. Janney, G. Picciotto, M. Hampton) – 2:09
3. "Break to Broken (B. Canty, E. Janney, G. Picciotto, M. Hampton) – 2:02
4. "Friendship Is Far (B. Canty, E. Janney, G. Picciotto, M. Hampton) – 2:37
5. "My Better Half (B. Canty, E. Janney, G. Picciotto, M. Hampton) – 1:57
6. "Loss Like a Seed (B. Canty, E. Janney, G. Picciotto, M. Hampton) – 2:01
7. "Three Unkind Silences (B. Canty, E. Janney, G. Picciotto, M. Hampton) – 1:39
8. "Shadow (B. Canty, E. Janney, G. Picciotto, M. Hampton) – 1:51
9. "Sleep of the Stage (B. Canty, E. Janney, G. Picciotto, M. Hampton) – 1:35
10. "One Last Wish (B. Canty, E. Janney, G. Picciotto, M. Hampton) – 2:19
11. "This Time (B. Canty, E. Janney, G. Picciotto, M. Hampton) – 1:59
12. "Home Is the Place (B. Canty, E. Janney, G. Picciotto, M. Hampton) – 1:38

## Skład
- Guy Picciotto – śpiew, gitara
- Michael Hampton – gitara
- Edward Janney – śpiew, gitara basowa
- Brendan Canty – perkusja

produkcja
- Don Zientara – inżynier dźwięku
- Ian MacKaye – producent